# Coppa Italia 2004-2005 (pallavolo maschile)
La Coppa Italia di pallavolo maschile 2004-05 fu la 27ª edizione della manifestazione organizzata dalla Lega Pallavolo Serie A e dalla FIPAV.

## Regolamento e avvenimenti
Come negli anni precedenti, fu organizzata una final-eight con quarti, semifinali e finale, da disputarsi con gare ad eliminazione diretta. Al torneo presero parte le squadre classificate ai primi otto posti al termine del girone d'andata del campionato di 2004-05.
I quarti di finale furono disputati il 23 e il 24 febbraio 2005 a Sansepolcro, mentre semifinali e finale si giocarono al PalaGalassi di Forlì il 26 e il 27 febbraio 2005. Nell'ultima gara la Sisley Treviso s'impose per 3-0 sull'esordiente Tonno Callipo Vibo Valentia di fronte a circa 7.000 spettatori, conquistando per la quarta volta il trofeo. MVP della finale fu nominato Simone Rosalba.

## Partecipanti
- Copra Piacenza
- Sisley Treviso
- Lube Banca Marche Macerata
- Marmi Lanza Verona
- RPA LuigiBacchi.it Perugia
- Edilbasso&Partners Padova
- Itas Diatec Trentino
- Tonno Callipo Vibo Valentia

## Risultati
|  | Quarti di finale | Quarti di finale | Quarti di finale |         |          | Semifinali    | Semifinali | Semifinali |  |  | Finali | Finali        | Finali |
|  |                  |                  |                  |         |          |               |            |            |  |  |        |               |        |
|  | 1                | Piacenza         | 0                |         |          |               |            |            |  |  |        |               |        |
|  | 8                | Vibo Valentia    | 3                |         |          |               |            |            |  |  |        |               |        |
|  | 8                | Vibo Valentia    | 3                |         | 8        | Vibo Valentia | 3          |            |  |  |        |               |        |
|  |                  |                  |                  |         | 8        | Vibo Valentia | 3          |            |  |  |        |               |        |
|  |                  | 4                | Verona           | 0       |          |               |            |            |  |  |        |               |        |
|  | 4                | 4                | Verona           | 0       | Verona   | 3             |            |            |  |  |        |               |        |
|  | 4                |                  |                  |         | Verona   | 3             |            |            |  |  |        |               |        |
|  | 5                | Perugia          | 2                |         |          |               |            |            |  |  |        |               |        |
|  |                  |                  |                  |         |          |               |            |            |  |  | 8      | Vibo Valentia | 0      |
|  |                  |                  | 2                | Treviso | 3        |               |            |            |  |  |        |               |        |
|  | 2                | Treviso          | 3                |         |          |               |            |            |  |  |        |               |        |
|  | 7                | Trento           | 0                |         |          |               |            |            |  |  |        |               |        |
|  | 7                | Trento           | 0                |         | 2        | Treviso       | 3          |            |  |  |        |               |        |
|  |                  |                  |                  |         | 2        | Treviso       | 3          |            |  |  |        |               |        |
|  |                  | 6                | Padova           | 0       |          |               |            |            |  |  |        |               |        |
|  | 3                | 6                | Padova           | 0       | Macerata | 2             |            |            |  |  |        |               |        |
|  | 3                |                  |                  |         | Macerata | 2             |            |            |  |  |        |               |        |
|  | 6                | Padova           | 3                |         |          |               |            |            |  |  |        |               |        |